# Rosarito, Nayarit
Rosarito är en ort i Mexiko.   Den ligger i kommunen Rosamorada och delstaten Nayarit, i den centrala delen av landet, 700 km väster om huvudstaden Mexico City. Rosarito ligger 412 meter över havet och antalet invånare är 287.
Terrängen runt Rosarito är kuperad. Runt Rosarito är det mycket glesbefolkat, med 5 invånare per kvadratkilometer. Närmaste större samhälle är Cofradía de Cuyutlán, 16,9 km sydväst om Rosarito. I omgivningarna runt Rosarito växer i huvudsak lövfällande lövskog.